# John Martin (schilder)
John Martin (Hexham, 19 juli 1789 - Isle of Man, 17 februari 1854) was een Brits kunstschilder uit de romantische school. Hij is vooral bekend vanwege zijn dramatische schilderijen over hel-en-verdoemenis en de ondergang van antieke beschavingen.

## Biografische schets
John Martin werd geboren als vierde zoon van Fenwick Martin, een voormalig schermleraar, in een eenvoudige eenkamerwoning in Haydon Bridge bij Hexham in Northumberland. Op jonge leeftijd werd hij door zijn vader in de leer gedaan bij een koetsenbouwer in Newcastle upon Tyne, waar hij leerde heraldische wapens te schilderen. Later kwam hij in de leer bij de Italiaanse schilder Boniface Musso, met wie hij in 1806 meeverhuisde van Newcastle naar Londen. Twee jaar later trad hij in het huwelijk. Zijn kost verdiende hij met het geven van tekenlessen en de verkoop van aquarellen en beschilderde glazen en porseleinen voorwerpen. Zijn vrije tijd besteedde hij aan perspectief- en architectuurstudie.

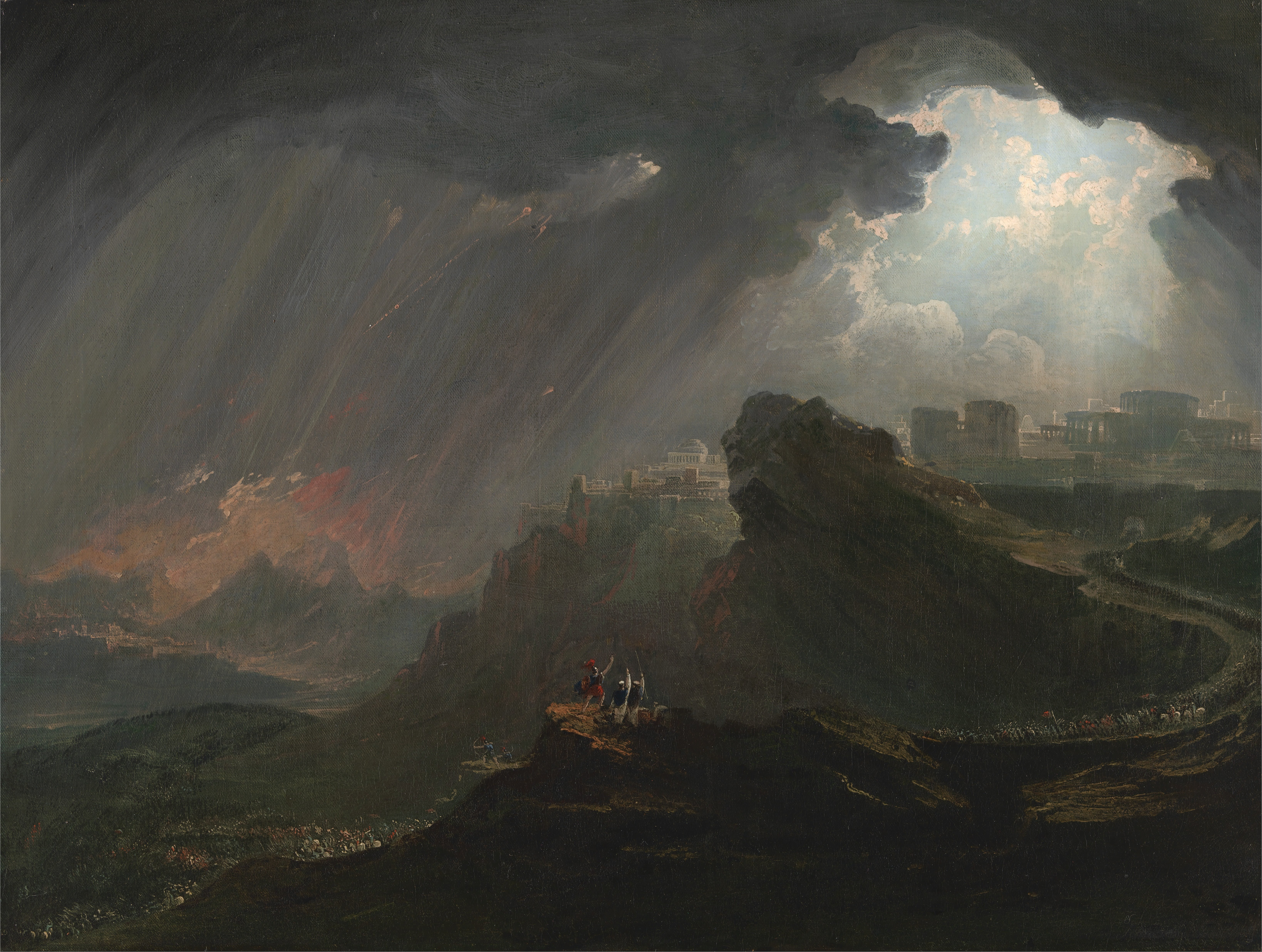
Joshua Commanding the Sun to Stand Still upon Gibeon (1816)

Vanaf circa 1812 verwierf hij in Londen enige bekendheid als schilder. Zijn werk Sadak in Search of the Waters of Oblivion werd dat jaar getoond op een prominente plek in de Royal Academy of Arts en verkocht voor 50 guineas. In 1816 nam zijn reputatie een hoge vlucht na de positieve ontvangst van zijn werk Joshua Commanding the Sun to Stand Still upon Gibeon, dit ondanks het feit dat het werk een onconventionele compositie had. In 1818 ontving hij £ 420 (ongeveer £ 30,000 in 2015) voor The Fall of Babylon, waardoor hij zijn schulden kon aflossen en een huis kon kopen in Marylebone.
Minder gunstig voor zijn reputatie was een gebeurtenis in 1829, toen zijn oudere broer Jonathan "mad" Martin, een streng-Methodistische dominee met een spraakgebrek, brand stichtte in York Minster. Mede door de hulp die John hem bood bij zijn verdediging, werd Jonathan ontoerekeningsvatbaar verklaard en bleef hem de galg bespaard. John Martin ontfermde zich vervolgens over de 14-jarige zoon van zijn broer, maar deze pleegde in 1838 zelfmoord, drie maanden na de dood van zijn vader in een krankzinnigengesticht.

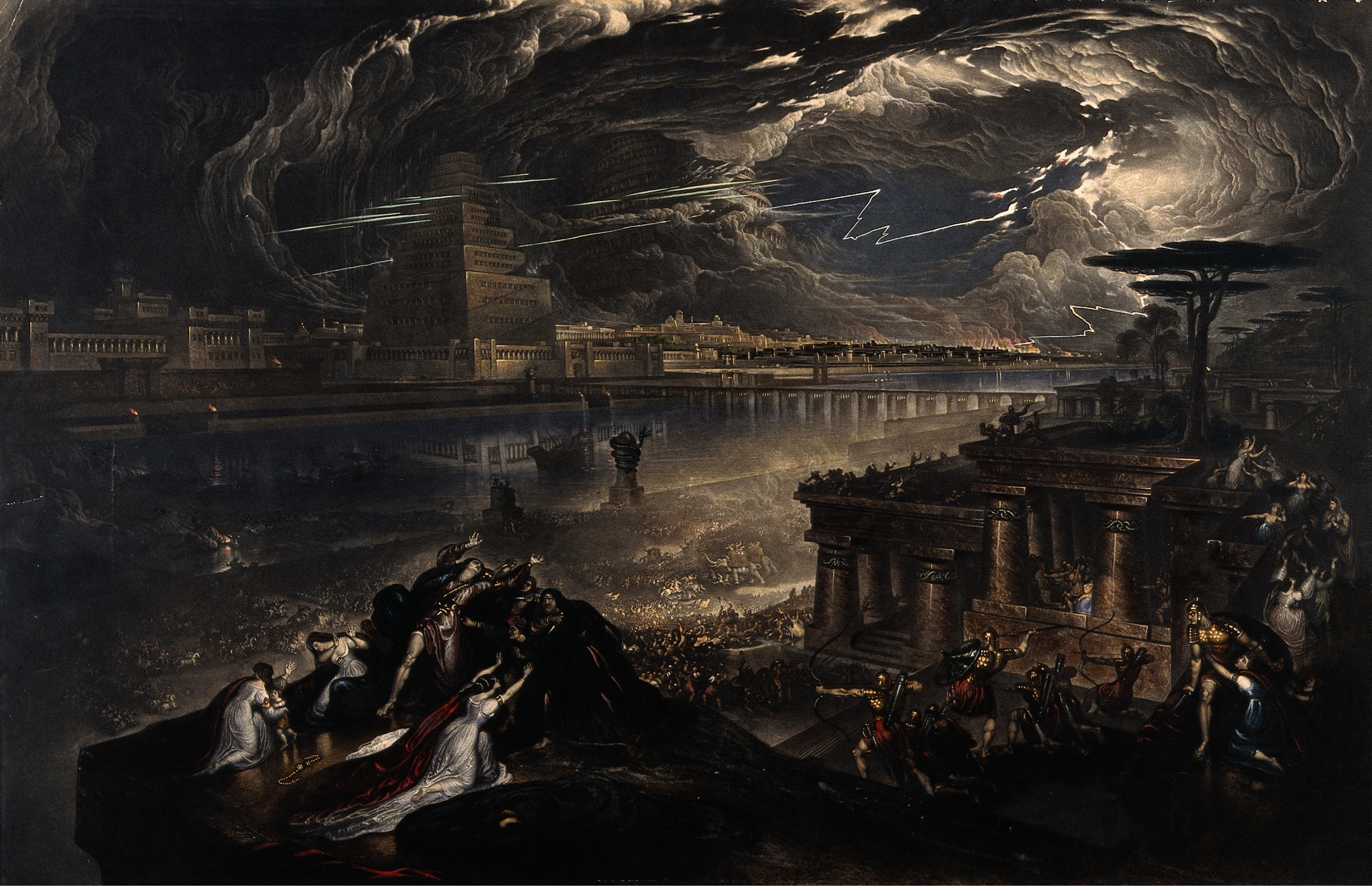
The fall of Babylon (mezzotint uit 1831 naar een schilderij uit 1818)

Desondanks bleef het de kunstenaar Martin voor de wind gaan. Met zijn etsen had hij zelfs nog meer succes dan met zijn schilderijen. In 1823 kreeg hij de opdracht van Samuel Prowett, een Amerikaanse uitgever, om John Miltons Paradise Lost te illustreren, waarmee hij 3500 pond verdiende. Hierdoor aangemoedigd, begon Martin in 1831 een eigen serie etsen met thema's uit het Oude Testament, maar deze hadden minder succes dan Prowetts serie.
Martin hield zich ook bezig met de stedenbouwkundige verbetering van de snelgroeiende stad Londen, onder andere met de watervoorziening, de uitbreiding van de havens en het kanalen- en spoorwegnetwerk.
In 1854, terwijl hij een reis maakte naar het eiland Man, overleed Martin aan de gevolgen van een beroerte.

## Selectie van werken

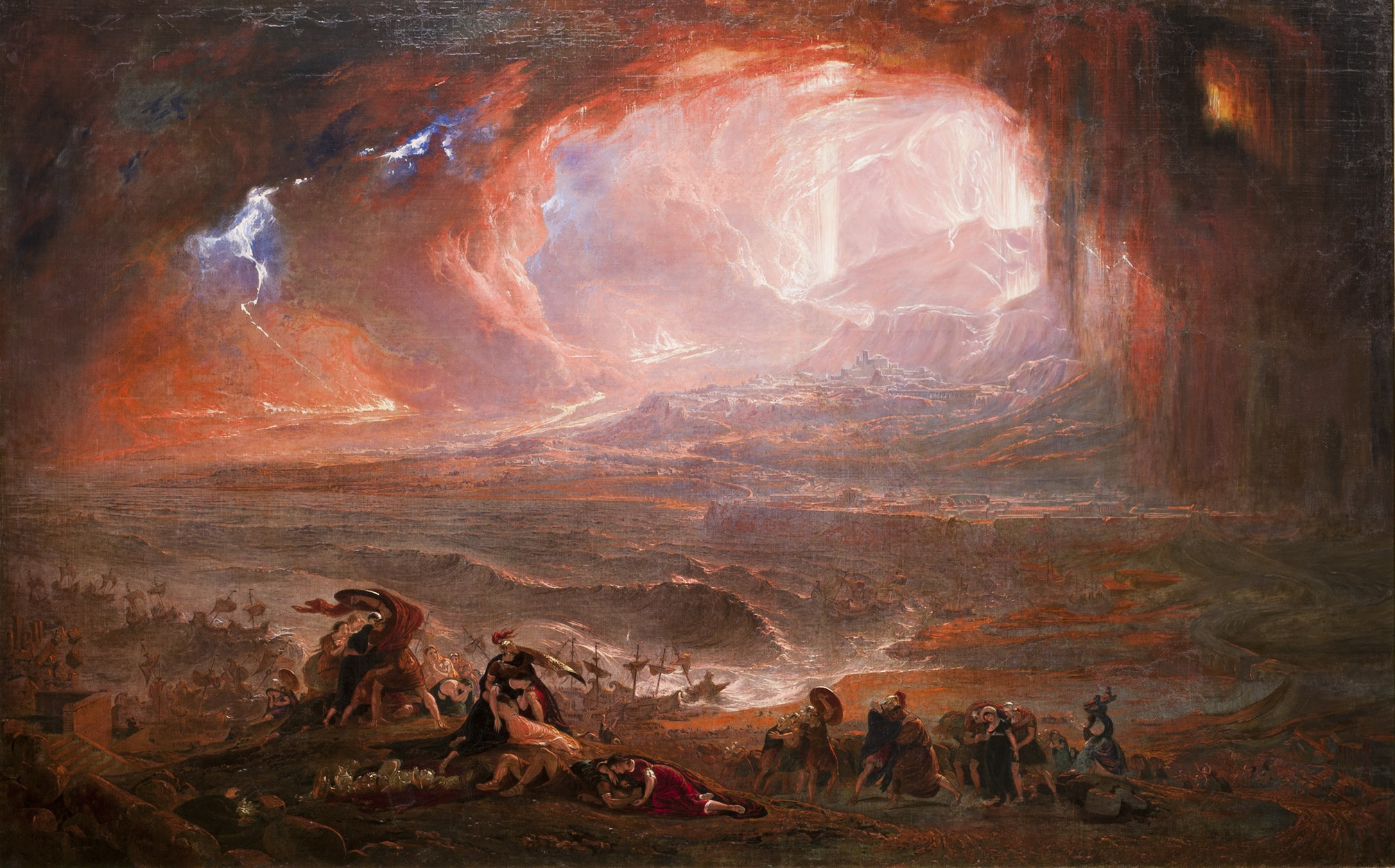
The Destruction of Pompeii and Herculaneum (1822)

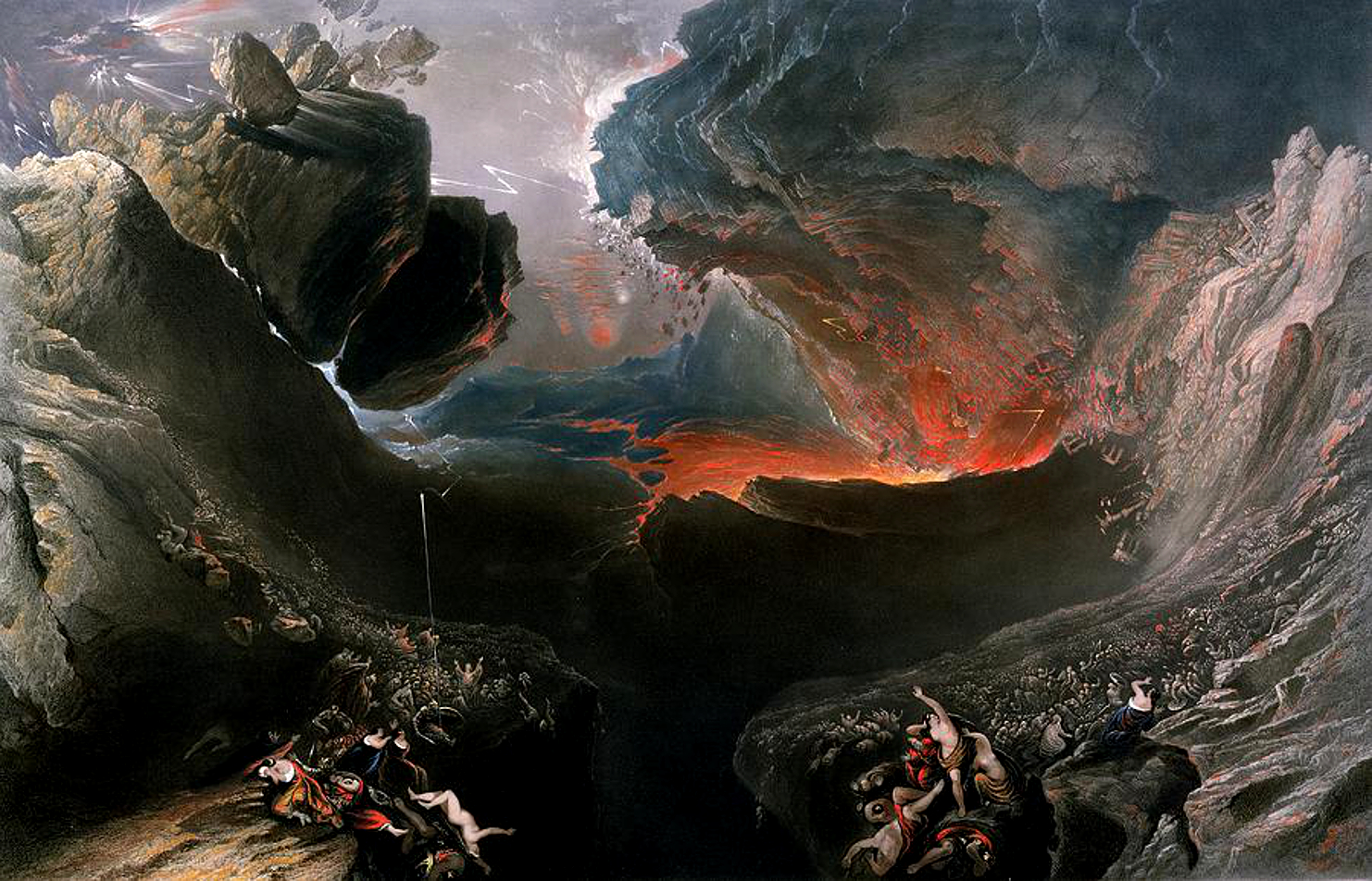
The Great Day of His Wrath (1851-53)

- Sadak in Search of the Waters of Oblivion, 1812 (Saint Louis Art Museum)
- Expulsion, 1813
- Paradise, 1813
- Clytie, 1814 (Laing Art Gallery, Newcastle upon Tyne)
- Moonlight - Chepstow Castle, 1815 (Art Gallery of South Australia, Adelaide)
- Ruins of an Ancient City, ca. 1815 (Cleveland Museum of Art)
- Joshua Commanding the Sun to Stand Still upon Gibeon, 1816 (Yale Center for British Art, New Haven, CT)
- The Bard, ca. 1817 (Laing Art Gallery, Newcastle upon Tyne)
- The fall of Babylon, 1819
- Macbeth, 1820 (National Gallery of Scotland, Edinburgh)
- Belshazzar's Feast, 1820 (Yale Center for British Art, New Haven, CT)
- The Destruction of Pompeii and Herculaneum, 1822 (Tate Britain)
- Paradise Lost, serie etsen, vanaf 1823
- Creation, 1824
- Alpheus and Arethusa, 1832
- The Deluge, 1834 (Yale Center for British Art, New Haven, CT)
- Manfred on the Jungfrau, aquarel, 1837 (Birmingham Museum and Art Gallery)
- Manfred and the Alpine Witch, aquarel, 1837 (Whitworth Art Gallery, Manchester)
- The Coronation of Queen Victoria, 1839 (Tate Britain)
- The Eve of the Deluge, 1840 (Windsor Castle)
- The Destruction of Tyre, 1840 (Toledo Museum of Art, Toledo, OH)
- Pandemonium, 1841 (Louvre, Parijs)
- Fallen Angels in Hell, 1841 (Tate Britain)
- The Last Man, 1849 (Walker Art Gallery, Liverpool)
- Drieluik: The Last Judgment, The Great Day of His Wrath en The Plains of Heaven, 1851-53 (Tate Britain)
- The Destruction of Sodom and Gomorrah, 1852 (Laing Art Gallery, Newcastle upon Tyne)

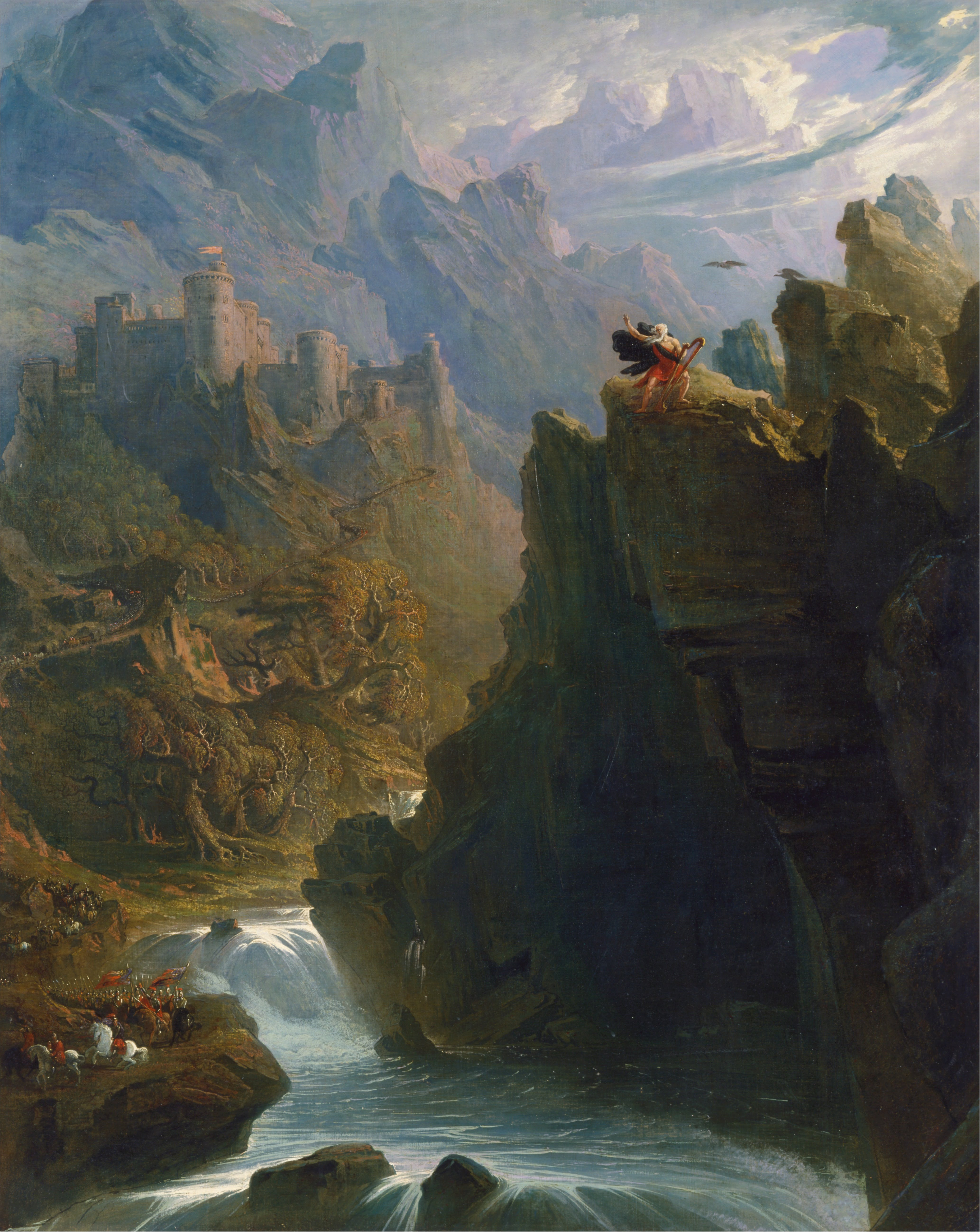
The Bard (ca. 1817)
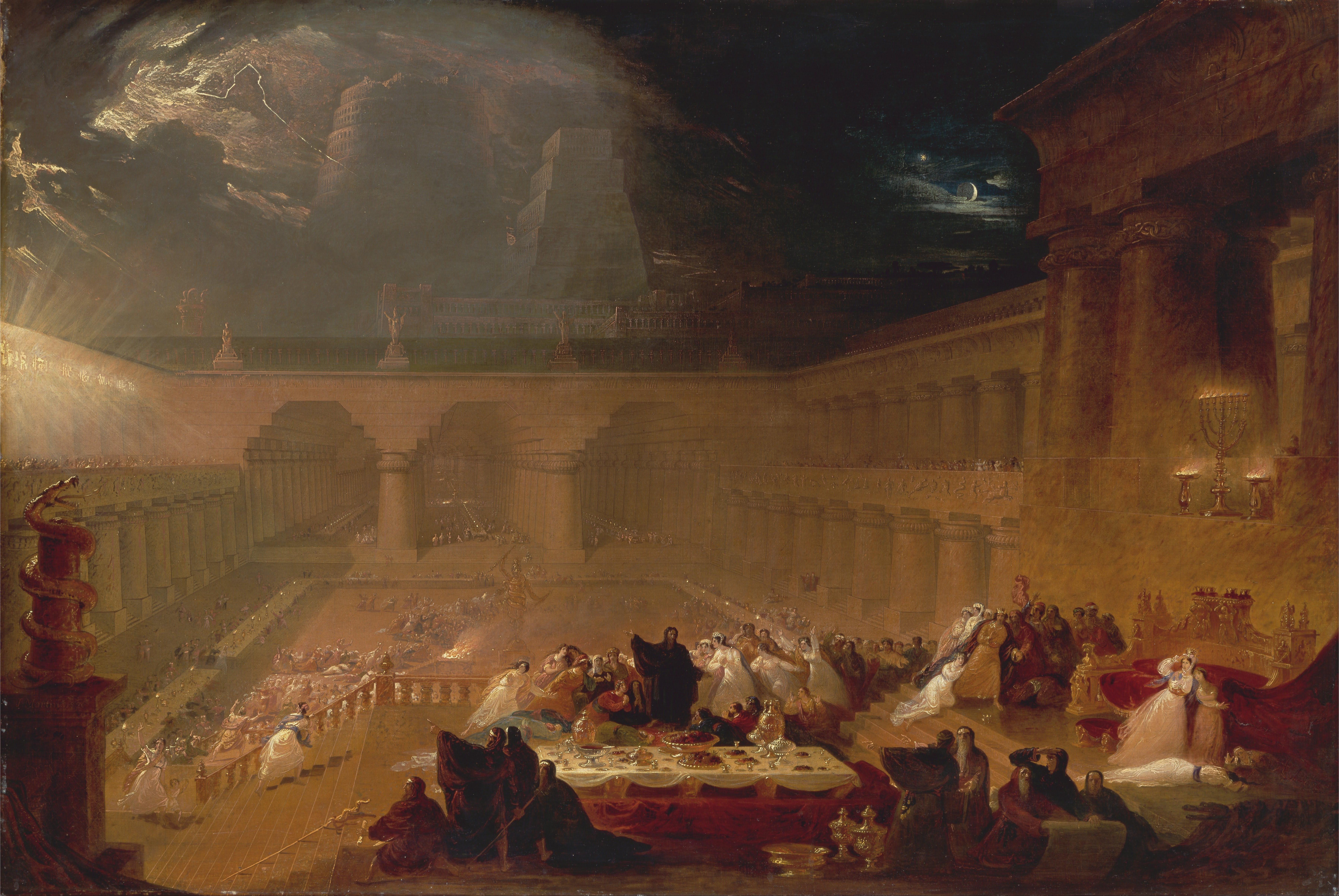
Belshazzar's Feast (1820)
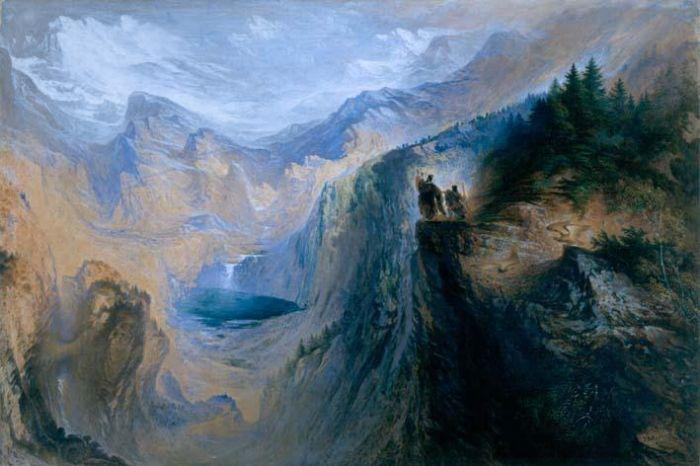
Manfred on the Jungfrau (1837)
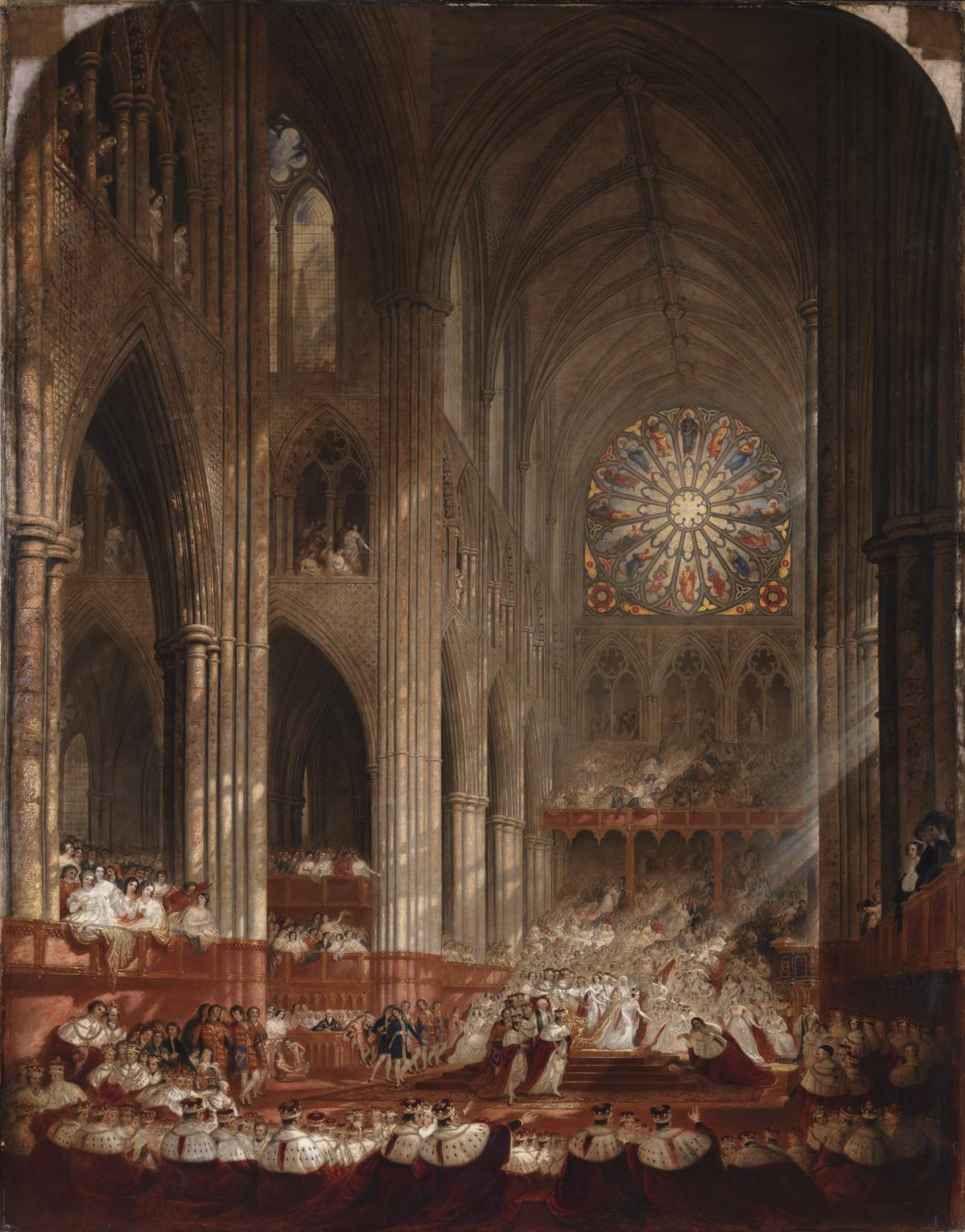
The Coronation of Queen Victoria (1839)
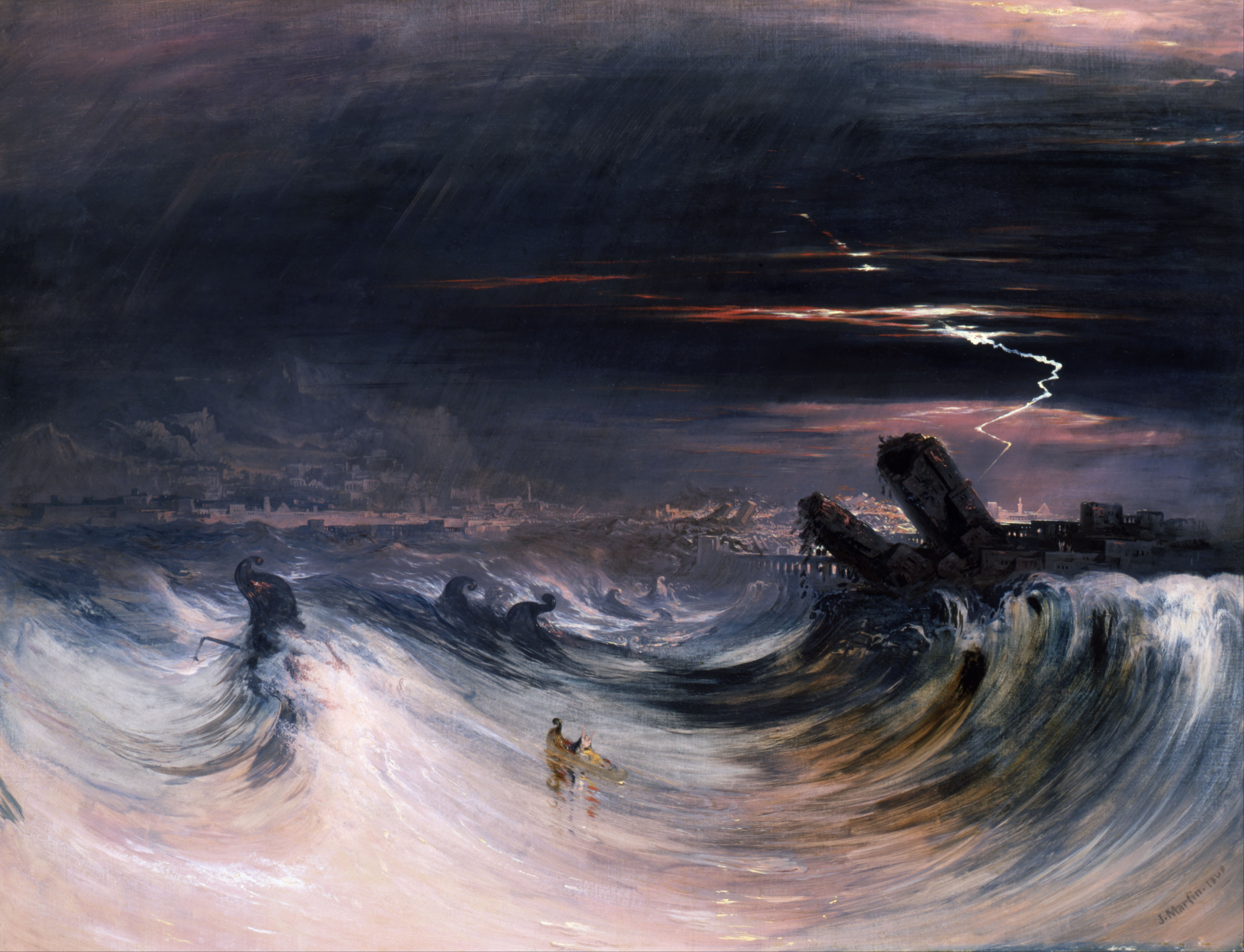
Destruction of Tyre (1840)
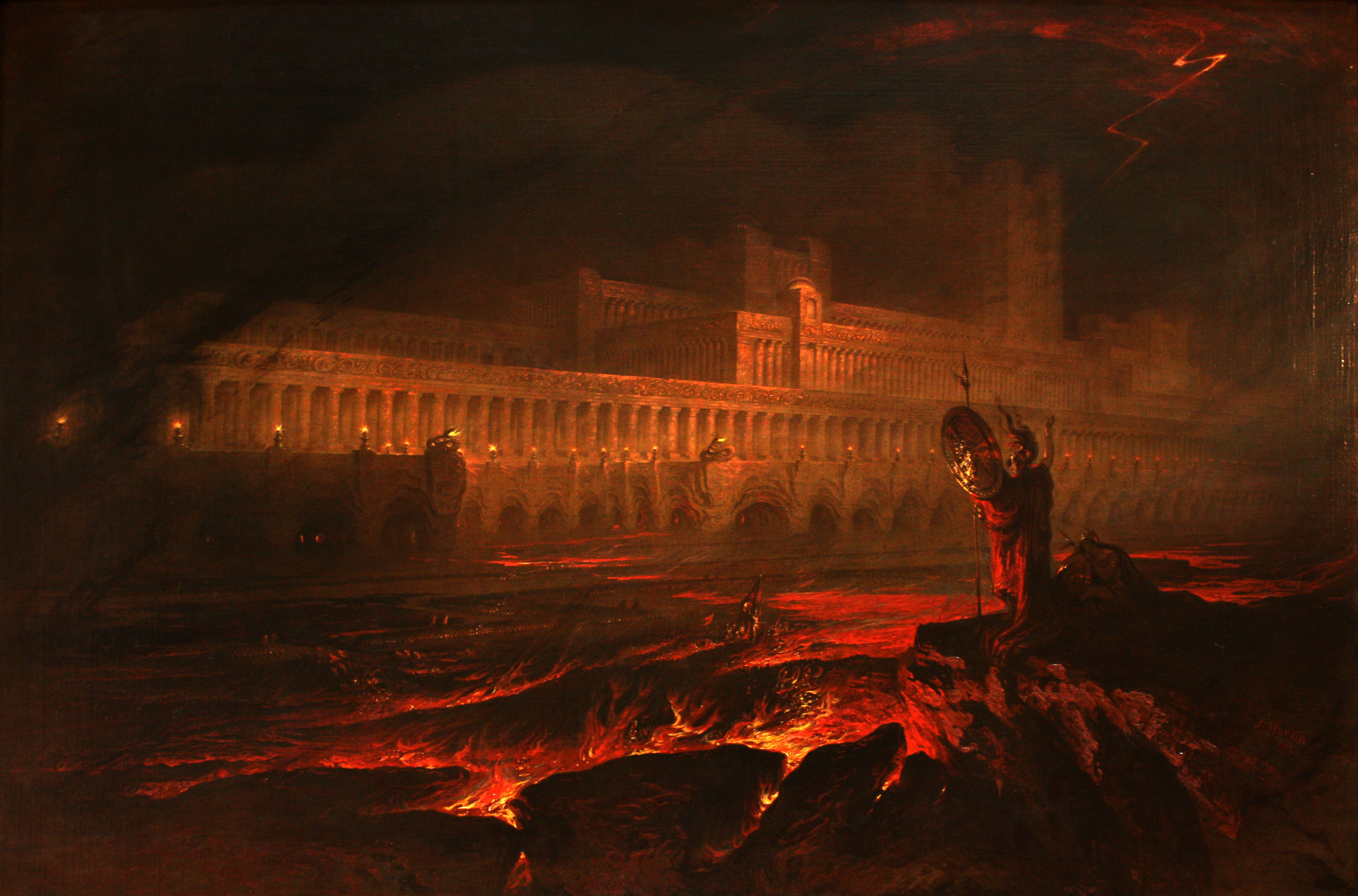
Pandemonium (1841)
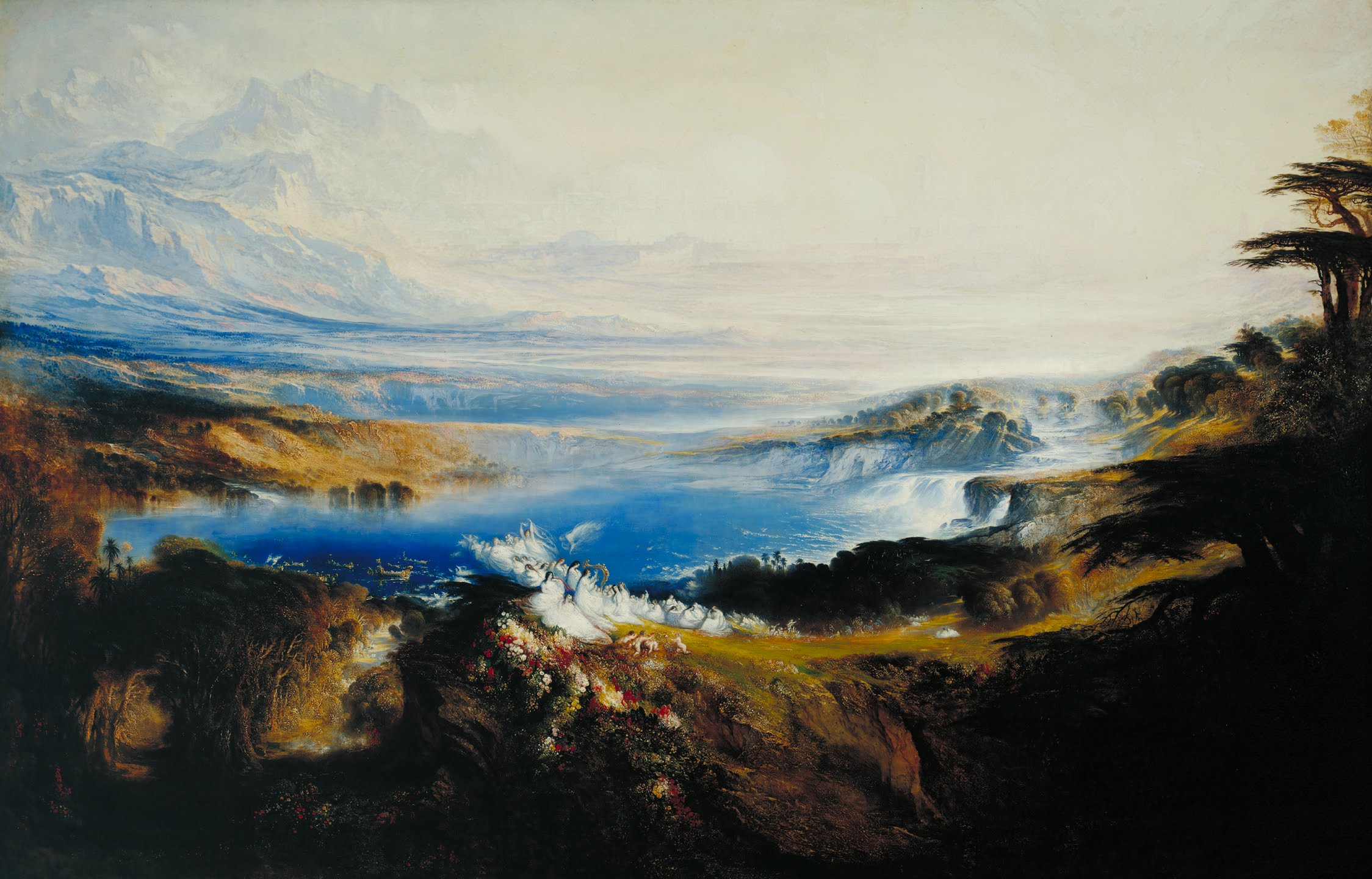
The Plains of Heaven (1851-53)
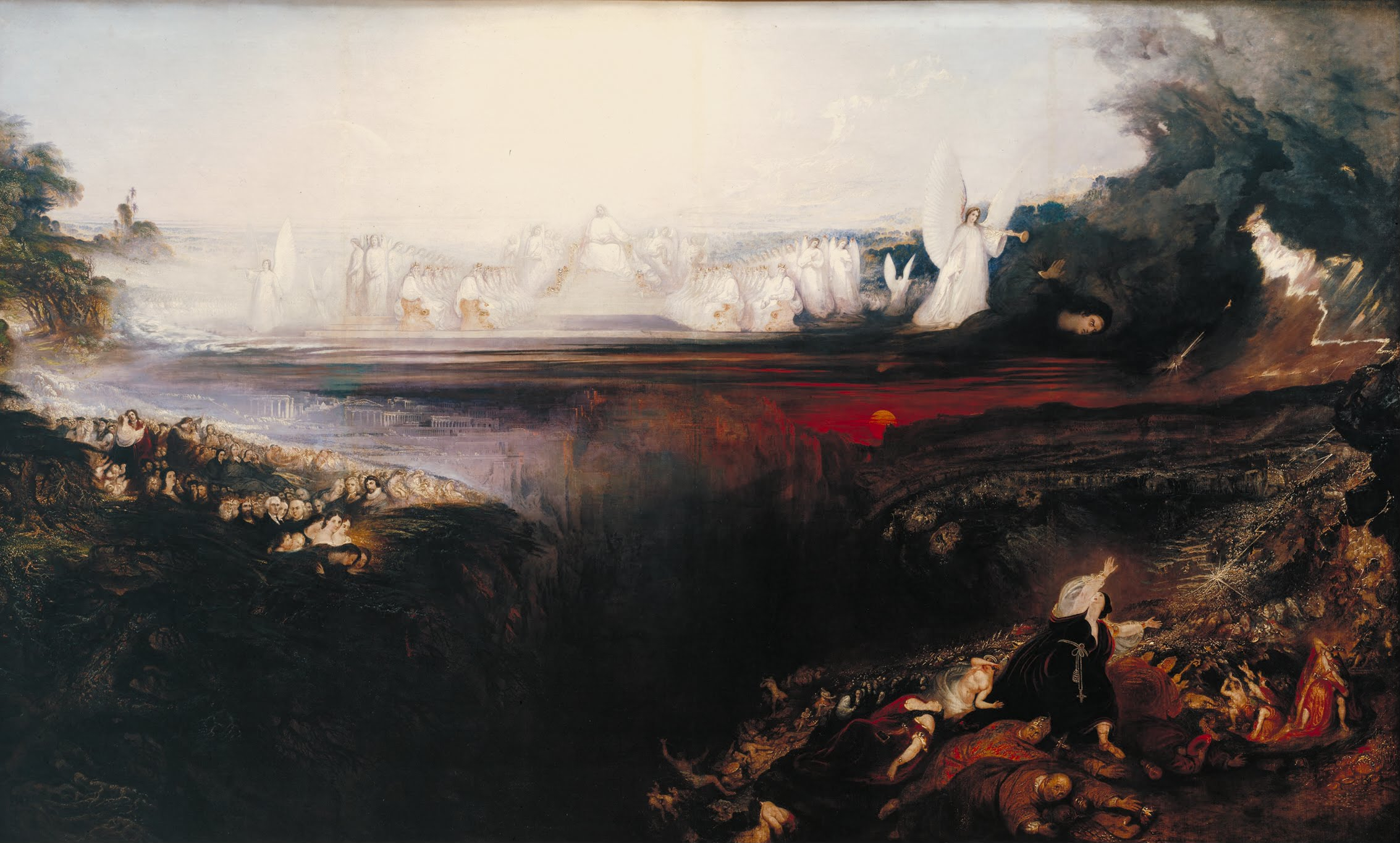
The Last Judgement (1853)